# Jep Nissen Andersen
Jep Nissen Andersen (* 28. September 1896 in Rauberg, Provinz Schleswig-Holstein, Königreich Preußen; † 1. April 1974 in Itzehoe) war ein deutscher Schriftsteller.

## Leben
Er bediente sich überwiegend der plattdeutschen Sprache. Diese hatte er als junger Mann autodidaktisch erlernt. Ursprünglich entstammte er einer dänischsprachigen Familie.
Andersen war Sohn des Bauern und Dorfmusikers Jens Peter Andersen. Er absolvierte die Lehrerausbildung als Präparand in Apenrade und als Seminarist in Hadersleben. 1914 meldete er sich zum Kriegsdienst im Ersten Weltkrieg, aus dem er verwundet zurückkehrte. 1919 bestand er in Tondern die Lehrerprüfung und hatte zunächst in Apenrade ein Lehramt inne. Nach der Volksabstimmung in Schleswig 1920 über die Staatszugehörigkeit Schleswigs zog er nach Hohenwestedt, wo er ebenfalls ein Lehramt innehatte. Nach seiner Heirat mit einer Lehrertochter 1921 wurde er nach Wenkendorf auf Fehmarn versetzt, wo er ab 1922 als Lehrer an einer einklassigen Schule tätig war. 
Zum 1. Mai 1933 trat er der NSDAP bei (Mitgliedsnummer 2.738.006), er war Ortsgruppenleiter und KdF-Kulturwart. Von 1939 bis 1945 war er als Soldat im Zweiten Weltkrieg und nach dessen Ende bis 1947 in einem Internierungslager. Nach seiner Rückkehr war er bis zu seiner Pensionierung 1962 wieder als Lehrer in Wenkendorf tätig. Nach seiner Pensionierung zog er nach Itzehoe, wo er 1974 an einer Krankheit starb.

## Werke
- Jan Grootmul. En Wihnachsspill in 4 Biller, Verden (Aller) 1924.
- Bröder. En Spill ut uns' Tied in een Törn, Hamburg 1933.
- Kunzert in Dippelshagen. Kummedie in dre Törns, Verden (Aller) 1937.
  - vertont als Hörspiel Konzert in Dippelshagen. Ein Spiel zum Schmunzeln, Radio Bremen, Erstausstrahlung 28. November 1955.
- Sludertanten. Kummedi in dree Törns, Verden (Aller) 1931.
  - uraufgeführt 1931 von der Niederdeutschen Bühne Hamburg (heute: Ohnsorg-Theater).
- Överdüvelt. E en vergnöglich Spill in een Törn, Verden (Aller) 1938.
- De nee Weg. En Stremel Dörpsleven in dree Törns, Verden (Aller) 1939.
- Alarm in Borsdörp. En vergnöglich Füürwehrspill in en Törn, Verden (Aller) 1954.
- Fruu üm Veertig. Kummedi in dree Törns, Wenkendorf 1956.
- De Peerhannel. En vergnöglich Spill in een Törn, Verden (Aller) ca. 1940.
- In'e Sneer. Vergnöglich Spill in 2 Törns, Verden (Aller) 1949.
- Dat Finnelkind. Vertelln, Hamburg 1963.
- Strandgoot. Eernsthaft Spill in 3 Akten, Uraufführung: Itzehoer Speeldeel, 15. November 1964.
- Flurbereinigung. Speel in eenen Törn, Verden (Aller) ca. 1965.
- Ut den olen Soot, Itzehoe 1966.
- Kasper in de Mülltunn, in: Von Binnenland un Waterkant. Tein mal fief plattdütsche Geschichten, Neumünster 1966.
- Oarndank, in: Von Binnenland un Waterkant. Tein mal fief plattdütsche Geschichten, Neumünster 1966.
- Um tein Mark, in: Von Binnenland un Waterkant. Tein mal fief plattdütsche Geschichten, Neumünster 1966.
- Maskeraad, in: Von Binnenland un Waterkant. Tein mal fief plattdütsche Geschichten, Neumünster 1966.
- Verteert, in: Von Binnenland un Waterkant. Tein mal fief plattdütsche Geschichten, Neumünster 1966.
- Üm de School. Komödie in dree Törns, Verden (Aller) ca. 1967.
- Wunnerwark. Komödie in neun Bildern, Verden (Aller) ca. 1970.
- Wüppe wappe. Hög di wat, Itzehoe 1971.
- Möhl, Möhl, dreih di. Een lustig Speel in dree Törns, uraufgeführt in Itzehoe 1980 oder 1981

## Hörspiele
- 1954: KO-SÜ-GO, dat Penning-Daler-Männeken (RB)
- 1955: Konzert in Dippelshagen – Regie: Erich Keddy, mit Georg Gläseker, Erika Rumsfeld, Elsbeth Kwintmeyer (RB)
- 1956: Vörbiknipst! (Original-Hörspiel) – Regie: Bernd Wiegmann, mit Hans Jürgen Ott, Gesy Hinrichs, Lore Mentrup (RB)
- 1962: Dat letzt vull Glas – Regie: Hans Tügel, mit Hans Mahler, Jochen Schenck, Hartwig Sievers (NDR)
- 1966: Duppelte Räken – Regie: Heini Kaufeld, mit Henry Vahl, Otto Lüthje, Ilse Seemann (NDR)
- 1969: Liekers ansmärt – Regie: Dieter Ehlers, mit Heinrich Kunst, Bernd Wiegmann, Ruth Bunkenburg (RB)
- 1971: De Slankheitskur (Original-Hörspiel) – Regie: Karl-Heinz Kreienbaum, mit Friedrich Schütter, Erna Raupach-Petersen, Jürgen Pooch (NDR)